# Inger Smits
Inger Smits (n. 19 septembrie 1994, Geleen⁠(d), Limburg, Țările de Jos) este o handbalistă neerlandeză care evoluează pe postul de intermediar stânga pentru clubul românesc CSM București și pentru echipa națională a Țărilor de Jos.

## Biografie
Inger Smits a jucat handbal la junioare pentru Vlug en Lenig în orașul natal Geleen. În 2011 s-a transferat la HandbaL Venlo iar peste două sezoane a plecat la SV Dalfsen Handbal cu care a cucerit de două ori titlul în Țările de Jos. A debutat la naționala de senioare a Țărilor de Jos pe 31 martie 2015 într-un meci amical cu Germania. În 2015 s-a transferat în Germania la VfL Oldenburg. După două sezoane petrecute la VfL Oldenburg ea s-a transferat în Danemarca la Team Tvis Holstebro. La Campionatul European din  Franța 2018 Inger Smits împreună cu naționala Țărilor de Jos a obținut medaliile de bronz. În 2019 s-a întors în Germania și a semnat cu Borussia Dortmund pentru care a jucat până în 2021. În decembrie 2019, a făcut parte din echipa Țărilor de Jos care a cucerit medalia de aur la Campionatul Mondial desfășurat în Japonia, învingând în finală Spania cu scorul de 30-29. Din 2021 până în 2024 Inger Smits a evoluat pentru SG BBM Bietigheim cu care a câștigat ediția 2021-2022 a Ligii Europene, competiția care a înlocuit Cupa EHF. În 2024 ea s-a transferat la CSM București.
Inger Smits este fiica fostului handbalist și actual antrenor Gino Smits și a fostei handbaliste Cecile Leenen. Frații ei Jorn și Kay sunt, de asemenea, jucători de handbal.

## Palmares
- Campionatul Mondial:
  -  Medalie de aur: 2019

- Campionatul European:
  -  Medalie de bronz: 2018

- Liga Campionilor:
  -  Finalistă: 2024
  - Optimi de finală: 2021
  - Grupe: 2023
  - Calificări: 2014, 2015

- Cupa Cupelor:
  - Optimi de finală: 2015
  - Turul 3: 2014, 2016

- Liga Europeană:
  -  Câștigătoare: 2022

- Cupa EHF:
  - Grupe: 2017

- Cupa Challenge:
  - Semifinalistă: 2011

- Campionatul Țărilor de Jos:
  -  Câștigătoare: 2014, 2015

- Cupa Țărilor de Jos:
  -  Câștigătoare: 2014, 2015

- Supercupa Țărilor de Jos:
  -  Câștigătoare: 2013, 2014

- Campionatul Germaniei:
  -  Câștigătoare: 2020, 2021, 2022, 2023, 2024

- Cupa Germaniei:
  -  Câștigătoare: 2022, 2023
  -  Finalistă: 2024

- Supercupa Germaniei:
  -  Câștigătoare: 2021, 2022, 2023

- Supercupa României:
  -  Câștigătoare: 2024

## Distincții individuale
- Cea mai bună jucătoare (MVP) a Turneului Final Four a Cupei Germaniei: ediția 2021-2022;[24]

## Galerie de imagini

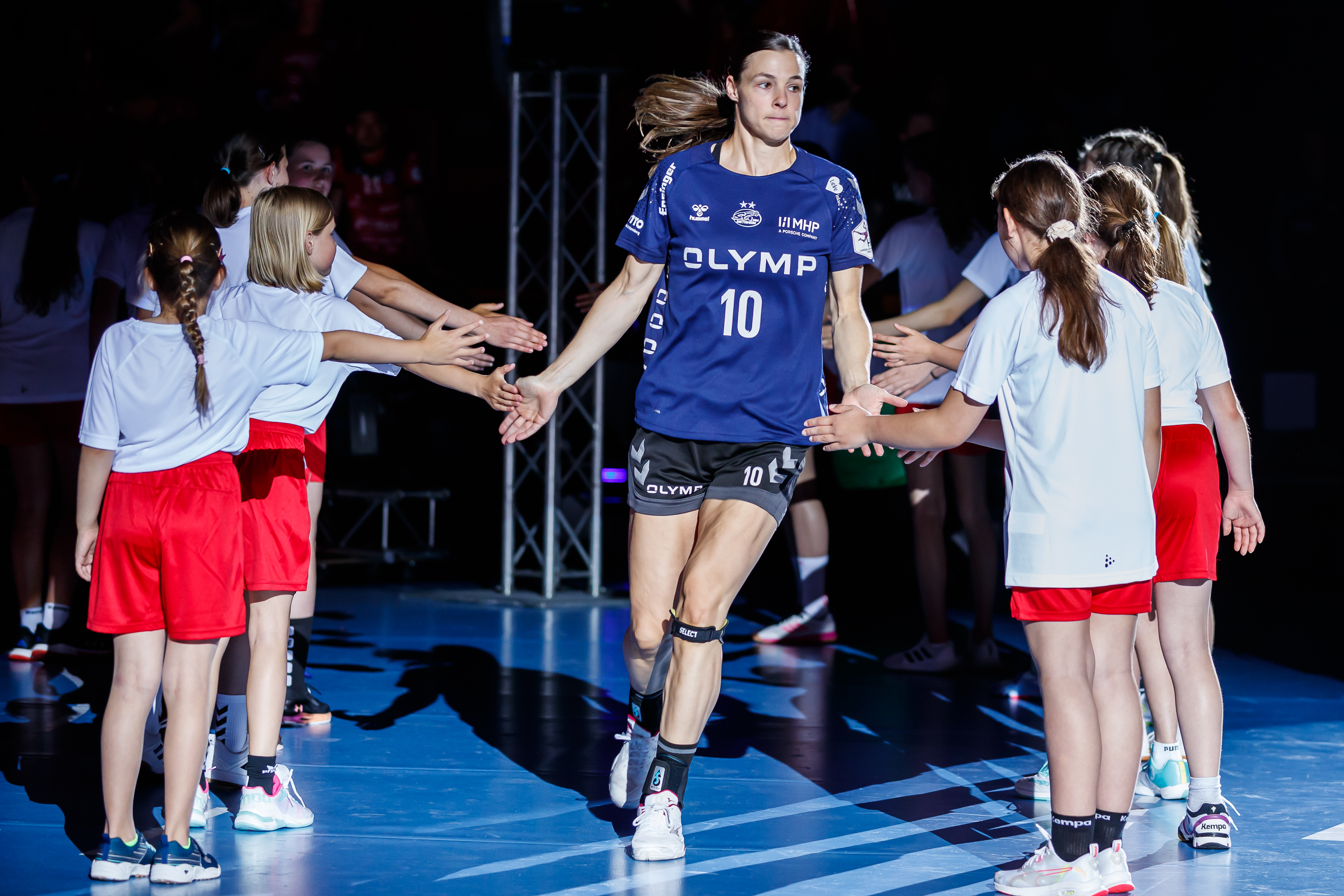
Inger Smits, 28 mai 2022. Smits (nr. 10, în albastru, alb și negru) în timpul partidei dintre Thüringer HC și SG BBM Bietigheim, cea de a doua semifinală din cadrul Turneului Final Four a Cupei Germaniei ediția 2021-2022 desfășurat în Porsche-Arena din Stuttgart între 28 și 29 mai 2022.
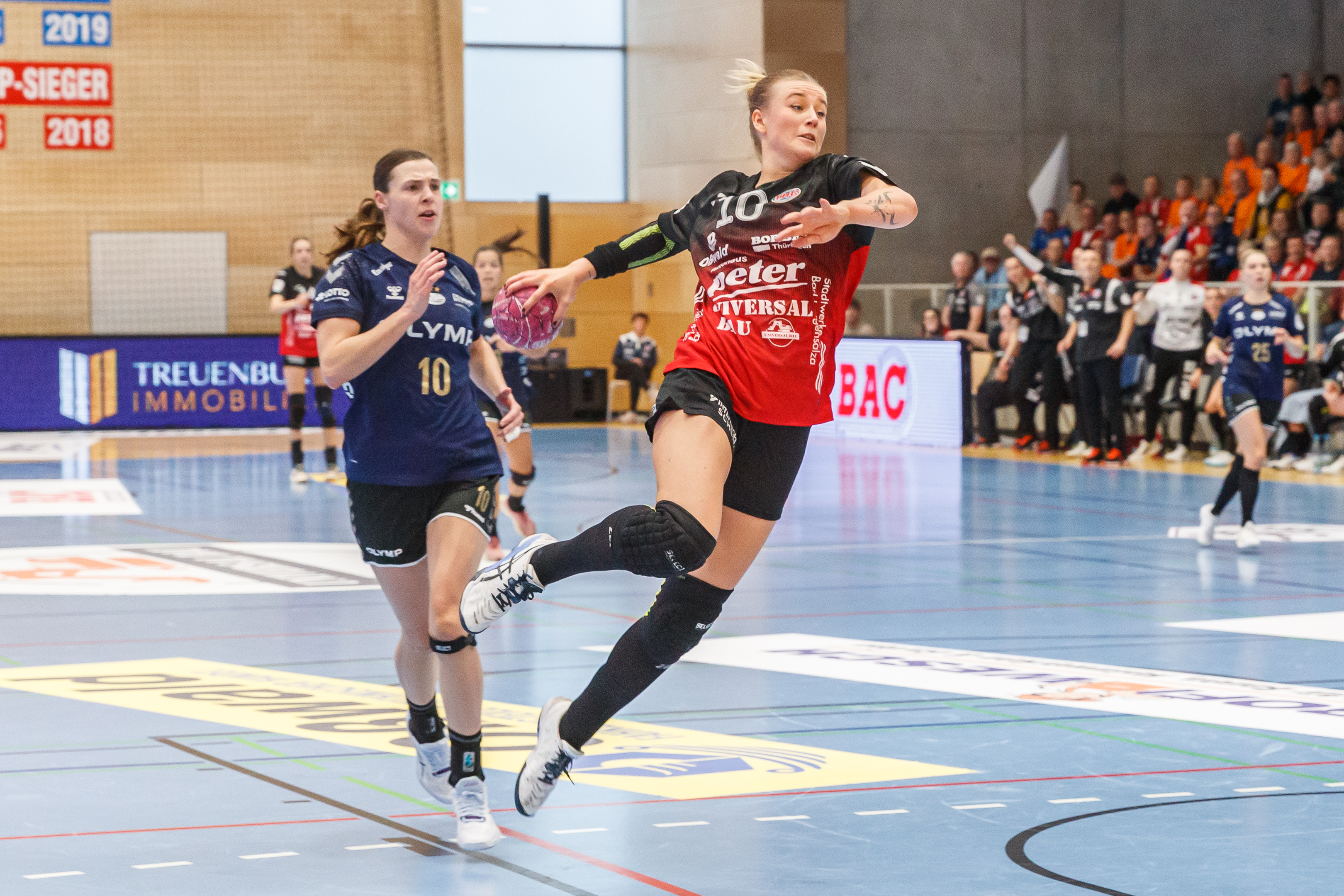
Inger Smits, 27 noiembrie 2022. Smits (nr. 10, în albastru, alb și negru) în timpul partidei dintre Thüringer HC și SG BBM Bietigheim din cadrul Campionatului Germaniei ediția 2022-2023, desfășurată în Salzahalle din Bad Langensalza.
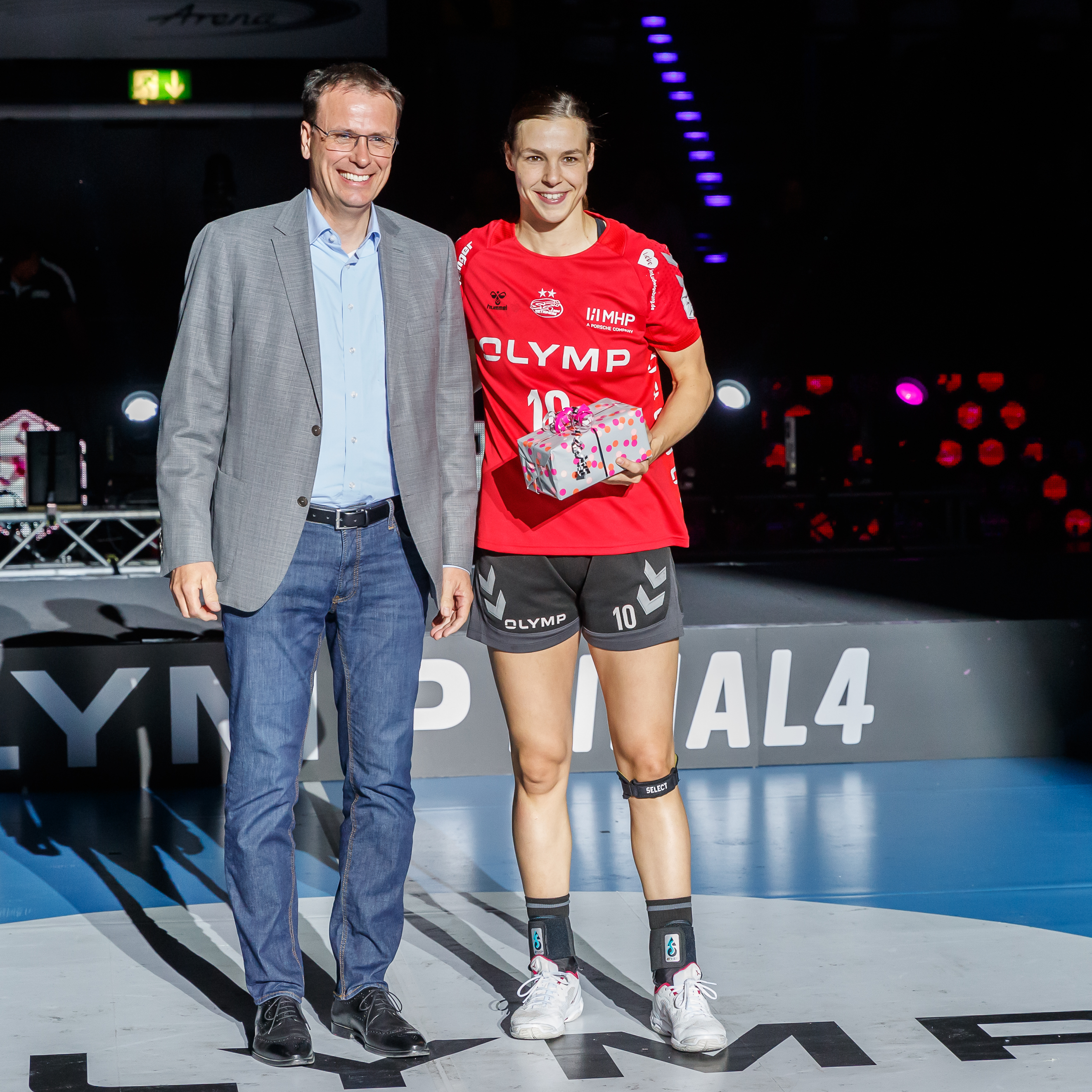
Inger Smits, 29 mai 2022. Smits (nr. 10, în roșu, alb și negru) primind premiul pentru cea mai bună jucătoare a Turneului Final Four a Cupei Germaniei ediția 2021-2022, desfășurat în Porsche-Arena din Stuttgart între 28 și 29 mai 2022.
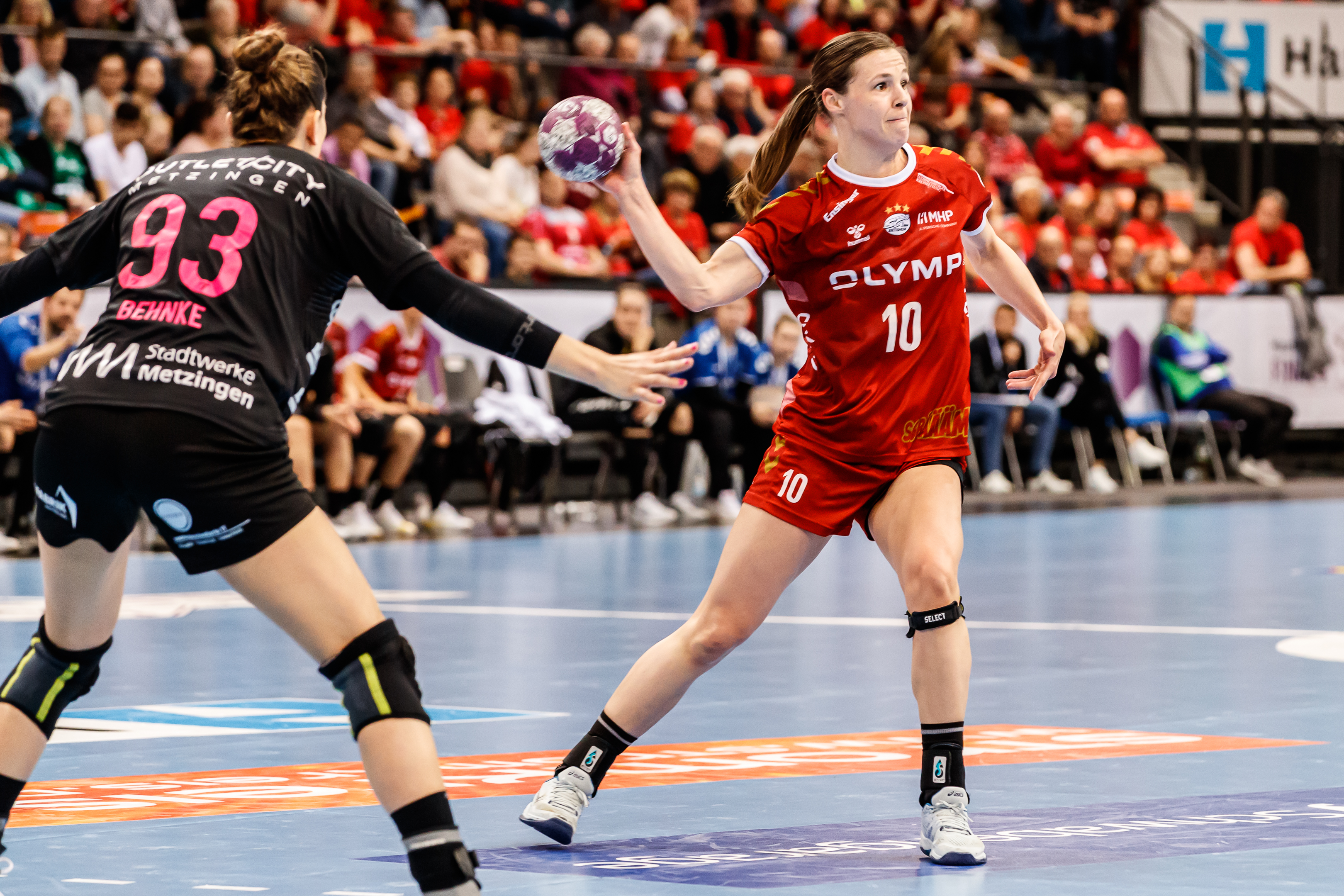
Inger Smits, 1 aprilie 2023. Smits (nr. 10, în roșu, alb și galben) în timpul partidei dintre TuS Metzingen și SG BBM Bietigheim, prima semifinală din cadrul Turneului Final Four a Cupei Germaniei ediția 2022-2023 desfășurat în Porsche-Arena din Stuttgart între 1 și 2 aprilie 2023.
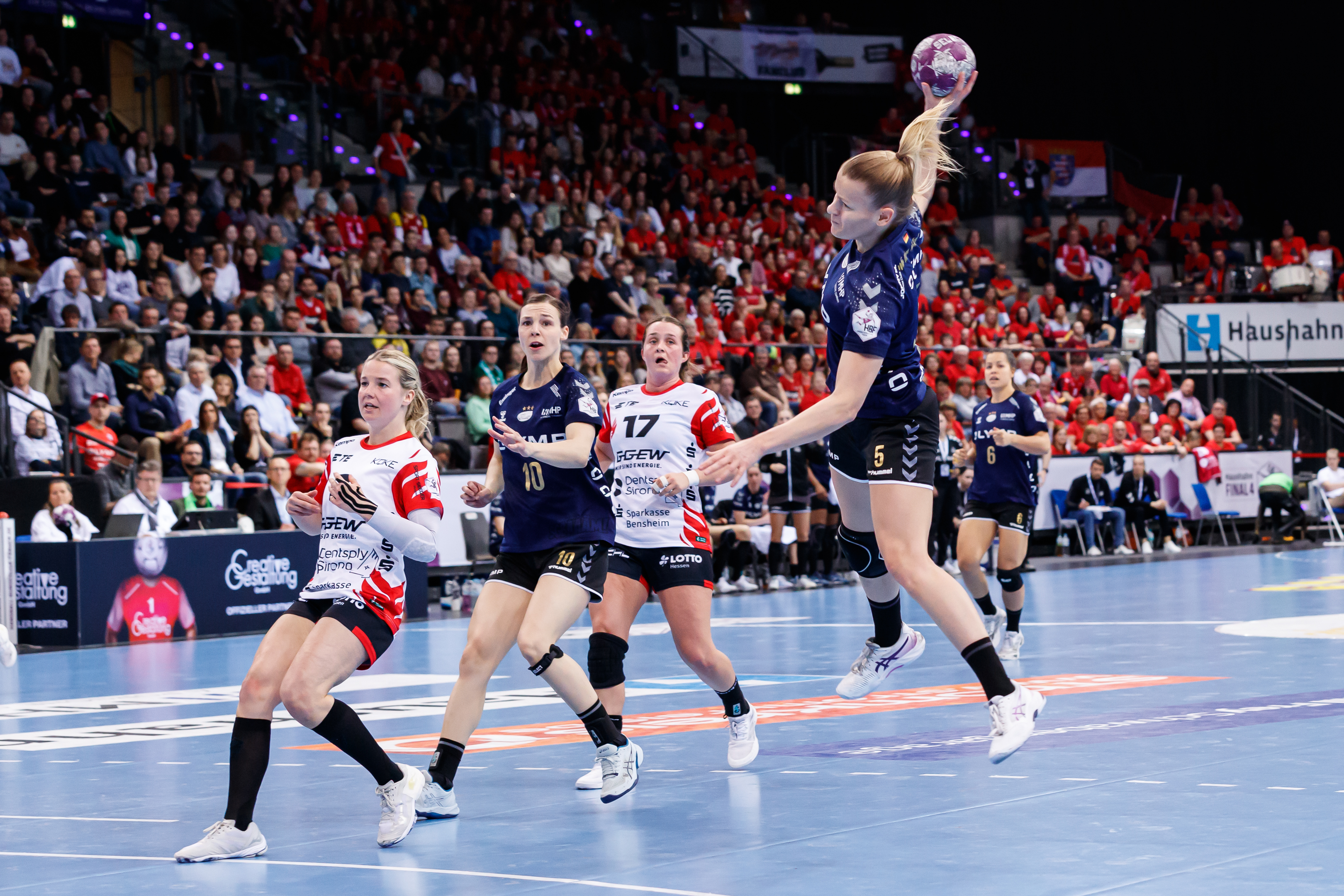
Inger Smits, 2 aprilie 2023. Smits (nr. 10, în albastru, alb și negru) în timpul partidei dintre SG BBM Bietigheim și HSG Bensheim/Auerbach, finala din cadrul Turneului Final Four a Cupei Germaniei ediția 2022-2023 desfășurat în Porsche-Arena din Stuttgart între 1 și 2 aprilie 2023.